# Sébastien Frey
Ne doit pas être confondu avec Sebastian Frey.
Pour les articles homonymes, voir Frey.
Sébastien Frey, né le 18 mars 1980 à Thonon-les-Bains en Haute-Savoie, est un footballeur international français qui évoluait au poste de gardien de but. Il a fait la plus grande partie de sa carrière en Série A italienne et a connu 2 sélections en équipe de France A.

## Biographie

### Une famille de footballeurs
Sébastien Frey est issu d'une famille de footballeurs, son père Raymond Frey (né en 1952) était gardien de but, ayant fait le gros de sa carrière professionnelle au FC Tours et son grand-père André Frey (1919-2002) était défenseur ayant évolué au FC Metz et au Toulouse FC et sélectionné 6 fois en équipe de France après la Seconde Guerre mondiale.
Le frère de Sébastien, Nicolas Frey (né en 1984), a également été footballeur professionnel, jouant comme défenseur, principalement en série B italienne.  

### Parcours en club
Formé à l'AS Cannes, il débute en Ligue 1 le 20 septembre 1997, à l'âge de 17 ans, et dispute 24 matches. Il est alors sous contrat aspirant et signe son premier contrat professionnel en décembre 1997. Dès la fin de sa première saison, deux grands clubs italiens, l'Inter Milan et la Juventus, lui proposent un contrat. 
Repéré par Walter Zenga qui le recommande à son ancien club, Sébastien Frey opte pour le club milanais et y dispute son premier match de Serie A le 21 mars 1999. Au cours de cette saison 1998-1999, une blessure de Gianluca Pagliuca, alors titulaire indiscutable, lui offre une occasion unique de disputer, à 19 ans, sept matchs de championnat, devenant ainsi le plus jeune gardien de l'histoire interiste. 
Compte tenu de ses performances et de sa rapidité d'adaptation, les dirigeants de l'Inter décident de prêter la saison suivante le jeune gardien au Hellas Vérone afin de lui permettre de prendre plus d'expérience et d'évoluer plus rapidement en équipe première. Cette saison 1999-2000 marque sa révélation en Italie, participant activement au maintien de son club, et se distinguant remarquablement. Rappelé au vu de ses performances à l'Inter, il devient en 2000-2001 le plus jeune gardien titulaire de l'histoire du club lombard ainsi que le premier étranger de l'Inter à évoluer à ce poste. Il participe également au tour préliminaire de la Ligue des champions. Son comportement exemplaire, sa maturité et son implication au club le propulsent en de rares occasions capitaine de l'équipe. Il faudra l'arrivée de l'excellent Francesco Toldo en provenance de la Fiorentina la saison suivante pour obliger Sébastien Frey à l'exil à Parme, où il a la lourde de tâche de remplacer Gianluigi Buffon parti à la Juventus.
Son expérience à Parme est de bonne qualité et offre à Sébastien tout le loisir de démontrer son talent et de justifier la confiance placée en lui par les dirigeants parmesans. Devenant un élément clé du club, Sébastien Frey joue régulièrement la Coupe de l'UEFA. Vainqueur de la Coupe d'Italie avec Parme en 2002, il perd la saison suivante la Super Coupe d'Italie contre la Juventus de Marcello Lippi. Les déboires du principal sponsor de Parme AC, Parmalat, font malheureusement plonger les perspectives sportives du club.
En juin 2005, Parme évite la relégation en Série B lors des barrages contre Bologne grâce à Sébastien Frey et ses performances exceptionnelles. Selon ses propres dires, son arrêt sur une tête d'Igli Tare lors de cette rencontre est le plus important de sa carrière. En dépit d'une affection pour le club, mais dans un souci économique de ce dernier d'équilibrer son bilan comptable, Sébastien Frey rejoint, après quatre saisons à Parme, la Fiorentina pour la saison 2005-2006, à l'occasion d'un prêt avec option d'achat. 
Sébastien Frey est opéré à la suite d'une blessure au ligament croisé antérieur du genou droit, contractée le 10 janvier 2006 en Coupe d'Italie face à la Juventus. Le 29 juillet 2011, le portier français quitte la Fiorentina pour s'engager au Genoa.
Le 15 juillet 2013, il signe au club turc de Bursaspor. Après une première saison satisfaisante, le club turc change de président et un nouvel entraîneur fait son arrivée, Senol Günes. Il n'entre pas dans les plans de ce dernier, qui lui préfère Harun Tekin. Il passe dès lors une saison 2014-2015 blanche avant de trouver un accord pour résilier son contrat. À l'été 2015, il entretient des contacts avancés avec le Sporting Club de Bastia pour un éventuel retour en France qui ne se concrétise pas. Le 6 décembre 2015, il annonce finalement qu'il prend sa retraite.

### Parcours en sélection
Il est international espoirs entre 2000 et 2002.
Régulièrement préconvoqué en A depuis 2003, Il est appelé une première fois en novembre 2004, puis le 8 octobre 2006 pour suppléer les forfaits successifs de Fabien Barthez et Grégory Coupet. Il intègre véritablement le groupe France en début de saison 2007-2008. Souvent distingué par les journalistes italiens comme le meilleur gardien de nationalité étrangère évoluant dans le Calcio, il doit malgré tout respecter la hiérarchie spécifique du poste imposée par le sélectionneur, qui en fait le troisième gardien derrière Grégory Coupet et Mickaël Landreau. 
Sébastien Frey honore finalement sa première sélection le 21 novembre 2007 contre l'Ukraine pour la  dernière rencontre des éliminatoires de l'Euro 2008. L'équipe de France est déjà qualifiée avant le match. Le contexte semble donc favorable pour une première sélection. L'expérience s'avère cependant douloureuse puisqu'il est responsable de l'égalisation ukrainienne, prétextant avoir été gêné par l'éclairage d'un projecteur du stade de Kiev. Néanmoins, Raymond Domenech ne semble pas lui en tenir rigueur et, après une bonne prestation contre l'Équateur le 27 mai 2008, il est retenu pour participer avec l'équipe de France à l'Euro 2008 en compagnie de Coupet et Mandanda et aux dépens de Landreau.
Malgré l'annonce de sa retraite internationale dans le courant de l'été 2008, il reproche à Laurent Blanc, sélectionneur de 2010 à 2012, de ne pas l'avoir appelé car il estime "mériter au moins un coup de téléphone".

## Statistiques

### En club
| Saison    | Club           | Championnat | Championnat | Championnat | Coupe(s) nationale(s) | Coupe(s) nationale(s) | Compétition(s) continentale(s) | Compétition(s) continentale(s) | Compétition(s) continentale(s) | Total | Total |
| Saison    | Club           | Division    | M.          | B.          | M.                    | B.                    | Comp.                          | M.                             | B.                             | M.    | B.    |
| 1997-1998 | AS Cannes      | Ligue 1     | 24          | 0           | 0                     | 0                     | -                              | -                              | -                              | 24    | 0     |
| 1998-1999 | Inter Milan    | Serie A     | 7           | 0           | 2                     | 0                     | -                              | -                              | -                              | 9     | 0     |
| 1999-2000 | Hellas Vérone  | Serie A     | 30          | 0           | 1                     | 0                     | -                              | -                              | -                              | 31    | 0     |
| 2000-2001 | Inter Milan    | Serie A     | 28          | 0           | 0                     | 0                     | C1                             | 2                              | 0                              | 30    | 0     |
| 2001-2002 | Parme FC       | Serie A     | 29          | 0           | 0                     | 0                     | C1+C3                          | 2+7                            | 0+0                            | 38    | 0     |
| 2002-2003 | Parme FC       | Serie A     | 34          | 0           | 1                     | 0                     | C3                             | 4                              | 0                              | 39    | 0     |
| 2003-2004 | Parme FC       | Serie A     | 33          | 0           | 2                     | 0                     | C3                             | 5                              | 0                              | 40    | 0     |
| 2004-2005 | Parme FC       | Serie A     | 36          | 0           | 2                     | 0                     | C3                             | 3                              | 0                              | 41    | 0     |
| 2005-2006 | ACF Fiorentina | Serie A     | 18          | 0           | 5                     | 0                     | -                              | -                              | -                              | 23    | 0     |
| 2006-2007 | ACF Fiorentina | Serie A     | 38          | 0           | 2                     | 0                     | -                              | -                              | -                              | 40    | 0     |
| 2007-2008 | ACF Fiorentina | Serie A     | 35          | 0           | 1                     | 0                     | C3                             | 13                             | 0                              | 49    | 0     |
| 2008-2009 | ACF Fiorentina | Serie A     | 37          | 0           | 0                     | 0                     | C1+C3                          | 8+2                            | 0                              | 47    | 0     |
| 2009-2010 | ACF Fiorentina | Serie A     | 36          | 0           | 3                     | 0                     | C1                             | 3                              | 0                              | 42    | 0     |
| 2010-2011 | ACF Fiorentina | Serie A     | 11          | 0           | 0                     | 0                     | -                              | -                              | -                              | 11    | 0     |
| 2011-2012 | Genoa CFC      | Serie A     | 38          | 0           | 1                     | 0                     | -                              | -                              | -                              | 39    | 0     |
| 2012-2013 | Genoa CFC      | Serie A     | 36          | 0           | 1                     | 0                     | -                              | -                              | -                              | 37    | 0     |
| 2013-2014 | Bursaspor      | D1          | 27          | 0           | 10                    | 0                     | C3                             | 2                              | 0                              | 39    | 0     |
| 2014-2015 | Bursaspor      | D1          | 0           | 0           | 0                     | 0                     | -                              | -                              | -                              | 0     | 0     |

### En sélection
| Matchs internationaux de Sébastien Frey | Matchs internationaux de Sébastien Frey | Matchs internationaux de Sébastien Frey | Matchs internationaux de Sébastien Frey | Matchs internationaux de Sébastien Frey | Matchs internationaux de Sébastien Frey | Matchs internationaux de Sébastien Frey                 |
| #                                       | Date                                    | Lieu                                    | Adversaire                              | Résultat                                | Compétition                             | Notes                                                   |
| --------------------------------------- | --------------------------------------- | --------------------------------------- | --------------------------------------- | --------------------------------------- | --------------------------------------- | ------------------------------------------------------- |
| 1                                       | 21 novembre 2007                        | Olimpiski, Kiev, Ukraine                | Ukraine                                 | N 2 - 2                                 | Éliminatoires de l'Euro 2008            | Titulaire.                                              |
| 2                                       | 27 mai 2008                             | Stade des Alpes, Grenoble, France       | Équateur                                | V 2 - 0                                 | Match amical                            | Titulaire, remplacé par Steve Mandanda à la 46e minute. |

## Palmarès
- Parme AC
  - Vainqueur de la Coupe d'Italie : 2002
  - Finaliste de la Supercoupe d'Italie : 2002

## Distinctions personnelles
- Meilleur joueur du championnat d'Italie (Guerin d'Oro) : 2000